# Hồ Aydar
Hồ Aydar (chữ Anh: Aydar Lake, chữ Uzbek: Aydar Ko‘li, Айдар кўли hoặc Haydar ko‘li, Ҳайдар кўли), còn gọi là hồ Aidar, là hồ chằm lớn nhất của nước Uzbekistan.
Hồ Aydar ở vào phía đông bắc của nước Uzbekistan, phần phía bắc là vùng Dukey, phần phía nam là quận Forish, phần phía tây bắc là sa mạc Kyzylkum. Từ các thành phố của nước Uzbekistan đi xe tới quận Forish thuận tiện tới hồ Aydar, diện tích hồ tương đối lớn, bên trong hồ phong phú đa dạng thứ bậc bộ và thứ bậc loài của loài cá, chỗ này lại còn có nhiều chủng loại chim đậu dừng cư trú ở đây, chung quanh hồ lại còn có bãi đất ven hồ và cỏ cây.
Hồ Aydar bản thân là một hồ chằm tự nhiên, nhưng mà bởi vì chỗ sát gần cửa sông của sông Syr Darya đổ dồn về hồ Aydar đã xây dựng nên đập nước lớn, nên khiến cho hạ du của hồ Aydar đã hình thành một cái hồ chứa nước có hình trạng to lớn, đồng thời lại nối liền lẫn nhau với hồ Aydar. Tổng diện tích cả hồ Aydar - hồ chứa nước đạt 3.000 kilômét vuông, độ dài 250 kilômét, độ rộng 15 kilômét, độ cao 247 mét so với mức mặt biển.